# 唇を閉ざせ
『唇を閉ざせ』（くちびるをとざせ、原題：Tell No One）は、ハーラン・コーベンによる2001年のアメリカ合衆国の推理小説。日本では2002年10月に講談社から佐藤耕士の翻訳で文庫本が出版された。
2006年にはフランスで映画化されている（日本での公開は2011年）。

## あらすじ
ニューヨークの若き小児科医ベックは、8年前に妻エリザベスを連続殺人鬼キルロイに惨殺された過去を持っている。ある日、ベックは妻と自分しか知らない秘密が隠されたメールを受け取る。

## 登場人物
- ベック： ニューヨークの小児科医。
- エリザベス： ベックの妻。8年前に惨殺された。

## 評価
以下の賞にノミネートされた。
- アンソニー賞 長編賞（2002年）
- マカヴィティ賞 長編賞（2002年）
- エドガー賞 長編賞（2002年）
- バリー賞 長編賞（2002年）

## 日本語訳
- 佐藤耕士訳『唇を閉ざせ』（講談社文庫、上巻：ISBN 4-06-273564-4 / 下巻：ISBN 4-06-273565-2）